# Том, Лорен
Ло́рен Том (англ. Lauren Tom; род. 29 марта 1970, Чикаго, Иллинойс) — американская актриса. Наибольшую известность приобрела после озвучивания Эми Вонг в мультсериале «Футурама».

## Биография

### Детство
Американка китайского происхождения, она родилась в Хайленд-Парке, штат Иллинойс, в семье Нэнси (Дар) и Чана Том, имеет брата Чипа. Родители Лорен родились в Чикаго, а бабушка и дедушка — в Кайпине, Гуандун. Её отец работал в сфере замороженных продуктов питания. В детстве Лорен часто дразнили за её восточную внешность, но это не помешало ей в ближайшем будущем заняться танцами.

### Театр
В 17 лет Лорен играла в мюзикле A Chorus Line на Бродвее. А уже через год девушка выиграла премию Оби и приняла участие в мюзиклах Hurlyburly и Doonesbury. В течение шести лет, проведённых в театре, Лорен работала с такими режиссёрами, как Питер Селларс и Джоанн Акалайтис.

### Личная жизнь
Лорен по информации 2015 года замужем за Куртом Капланом, у них есть двое сыновей.

## Избранная фильмография
С 1982 года по настоящее время Лорен сыграла роли и озвучила персонажей в примерно 210 фильмах, телесериалах, мультфильмах, мультсериалах и компьютерных играх.
- 1990 — Человек в кадиллаке / Cadillac Man — Хелен
- 1993 — Клуб радости и удачи / The Joy Luck Club — Лина Сент-Клер
- 1995—1996 — Друзья / Friends — Джули, девушка Росса (в 7 эпизодах)
- 1997—1998 — Грейс в огне / Grace Under Fire — Дот (в 12 эпизодах)
- 1997—2010 — Царь горы / King of the Hill — второстепенные персонажи (озвучивание, в 98 эпизодах)
- 1999—2001 — Бэтмен будущего / Batman Beyond — Дана Тан, девушка Терри (озвучивание, в 22 эпизодах)
- 1999—2013 — Футурама / Futurama — Эми Вонг (озвучивание, в 125 эпизодах)
- 2000—2001 — Д. А. Г. / D. A. G. — Джинджер Чин, секретарша (в 17 эпизодах)
- 2002—2004 — Филлмор / Fillmore! — второстепенные персонажи (озвучивание, в 16 эпизодах)
- 2002—2008 — Пароль: «Соседские детишки» / Codename: Kids Next Door — Нумбу 3, второстепенные персонажи (озвучивание, в 78 эпизодах)
- 2003 — Плохой Санта / Bad Santa — Лоис
- 2004—2006 — Чародейки / W. I. T. C. H. — Ян Лин, бабушка Хай Лин (озвучивание в 51 эпизоде)
- 2005—2007 — Американский дракон: Джейк Лонг / American Dragon: Jake Long — Сьюзан Лонг, мать Джейка (озвучивание, в 25 эпизодах)
- 2006—2008 — Мужчины на деревьях / Men in Trees — Мэй, жена Базза Вашингтона (в 26 эпизодах)
- 2006—2009 — На замену / The Replacements — Тасуми (озвучивание, в 43 эпизодах)
- 2010 — Скуби-Ду! Истории летнего лагеря / Scooby-Doo! Camp Scare — Джессика (озвучивание)
- 2012—2014 — Сверхъестественное / Supernatural — Линда Трэн, мать Кевина-пророка (в 3 эпизодах)
- 2014 — Симпсоны / The Simpsons — Эми Вонг (озвучивание, в эпизоде Simpsorama)
- 2015 — Милые обманщицы / Pretty Little Liars — Ребекка (в 4 эпизодах)